# Madeon
Hugo Pierre Leclercq (n. 30 mai 1994), mai bine cunoscut sub numele de scenă Madeon, este un muzician, textier, producător și DJ francez. A devenit popular prin intermediul videoclipului „Pop Culture”, combinând de 39 de cântece cunoscute cu ajutorul unui Novation Launchpad, primind în primele zile de la lansarea pe YouTube mai multe milioane de vizualizări.

## Discografie
Primul EP al lui Leclercq's, The City a fost lansat în 2012, incluzând cântece precum Icarus, Finale și The city. 
Pe 27 martie 2015 și-a lansat albumul de debut, intitulat Adventure, promovat printr-un turneu cu concerte în 22 de orașe nord-americane.
Pe 15 Noiembrie 2019, Madeon a lansat al doilea său album, intitulat "Good Faith", prin Columbia Records. Acesta prezintă cântece precum Dream Dream Dream, Be Fine și All My Friends. 